# Rabattmarke

Rabattmarkenhefte aus Braunschweig, 1960er bis 1970er Jahre

Die Rabattmarke ist im Einzelhandel ein Wertzeichen, das Rabatte bescheinigt, bis zur Höhe eines bestimmten Betrages in einem Heft gesammelt wird und dann gegen Bargeld eingetauscht oder mit dem Kaufpreis weiterer Waren verrechnet wird.

## Allgemeines
Die ersten Rabattmarken brachte in den USA 1896 das Unternehmen Sperry & Hutchinson heraus, das die Rabattmarken als „Green Stamps“ einführte. In Deutschland tauchten sie erstmals 1901 in Hannover auf. Besonders im Lebensmitteleinzelhandel spielten Rabattmarken ab 1934 eine bedeutende Rolle. Es kamen Rabattsparvereine auf, die seit Februar 1934 entstanden und Rabattmarken einlösten. Seit Anfang der 1980er Jahre wurden sie durch das Nettopreissystem abgelöst. Zur Verbesserung der Ladentreue werden sie seit 2005 wieder vereinzelt eingesetzt. Die Rabattmarke war eine frühe Form der Kundenbindung und des Couponing.

## Rechtsfragen
Das Rabattgesetz (RabattG) vom 25. November 1933 sah in § 4 Abs. 1 RabattG vor, dass, wer einen Barzahlungsnachlass gewährte, diesen sofort vom Warenpreis abzuziehen hatte oder Gutscheine („Sparmarken, Kassenzettel, Zahlungsabschnitte“) auszugeben hatte, die in bar einzulösen waren. Rabattsparvereine waren in § 4 Abs. 2 RabattG vorgesehen. Das Sammelheft für Rabattmarken galt nicht als zusammengesetzte Urkunde. Keine Rabattmarken waren die oft als „Webmiles“ bezeichneten Treuepunkte, die man für Einkäufe bei bestimmten E-Commerce-Anbietern erhält, sammeln und gegen Prämien eintauschen konnte.

## Verwendung

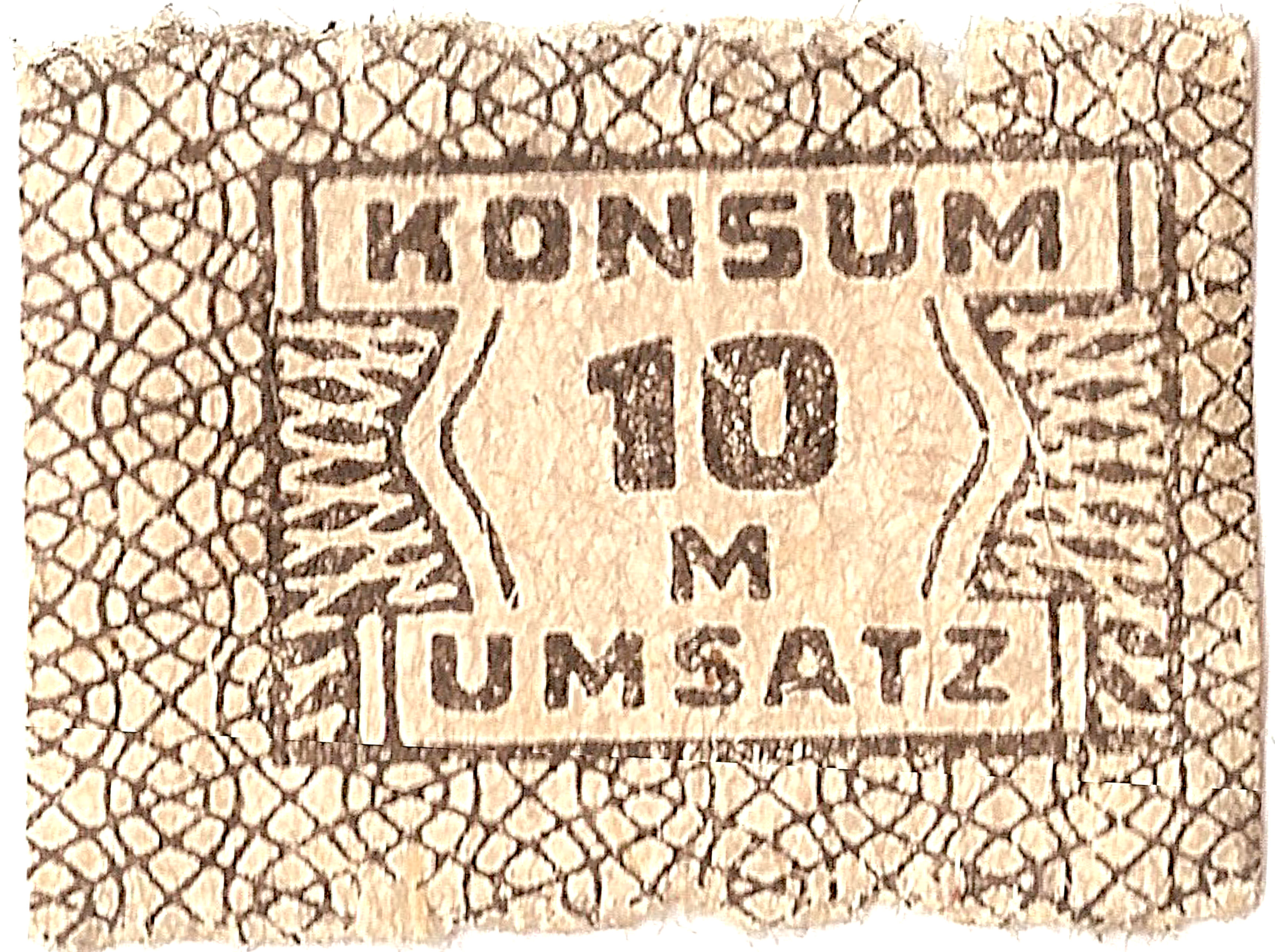
Konsummarke über 10 Mark der Konsumgenossenschaft der DDR

Die Rabattmarken sind meist selbstklebende, briefmarkenähnliche Papiermarken, die in ein Formular oder Sammelheft eingeklebt werden müssen. Für die Ausgabe des Sammelheftes verlangt der Händler mitunter ein Entgelt vom Kunden. Der Händler erreicht durch das Rabattmarkensystem eine stärkere Bindung der Laufkundschaft (möglicherweise Verbesserung zur Stammkundschaft), da der Kunde wiederholt bei ihm einkaufen muss, bis er Anspruch auf die Rückzahlung erhält. Der Händler erzielt dadurch einen Umsatzvorteil gegenüber Mitbewerbern. 
In der Bundesrepublik Deutschland und West-Berlin waren Rabattmarken in Lebensmittel- und Drogeriemärkten bis in die 1980er Jahre sehr verbreitet, verloren aber gegenüber anderen Werbemaßnahmen zunehmend an Bedeutung und verschwanden in den achtziger Jahren völlig. Üblich waren 3 Prozent Rabatt auf den Einkauf. Ein vollgeklebtes Rabattmarkenheft wurde für 1,50 DM eingelöst.
Ein Beispiel für die Rabattmarke ist das „Konsumheft“ in der DDR. Durch Zahlung einer Mitgliedsgebühr konnten Kunden der Konsum-Handelsgesellschaft einen Anteil der Gesellschaft erwerben. Anschließend waren sie im Gegensatz zu Nicht-Mitgliedern berechtigt, für jeden Einkauf Rabattmarken zu erhalten, deren Wert regelmäßig bar ausgezahlt wurde. Seit Januar 1954 kamen Umsatzmarkenhefte in Umlauf.
Nach einem ähnlichen System funktionieren auch moderne Varianten der Rabattmarke. Dabei sind jedoch viele Variationsmöglichkeiten gegeben. Beispielsweise können zwei voneinander wirtschaftlich völlig unabhängige Händler ein gemeinsames Vorgehen abstimmen: Der erste Händler verbessert seine Kundenbindung, indem er den Kauf seiner Waren mit Wertmarken des zweiten Händlers honoriert. Der zweite Händler profitiert ebenfalls durch den Kundenzuwachs.
Der ursprünglich auf Rückerstattung eines Kaufpreis-Anteils orientierte Zweck der Rabattmarke ist bei aktuellen Payback-Systemen oft stark modifiziert. Vorzugsweise soll der Kunde z. B. den erworbenen Rabatt nicht ausgezahlt bekommen, sondern in Form von Bonuspunkten zu weiteren Einkäufen beim gleichen Händler oder einem Partner motiviert werden.
Die elektronische Speicherung der Daten des Kunden, einschließlich seiner Einkäufe, ermöglicht Marktforschung und gezielte Werbemaßnahmen. Demgegenüber ist das klassische Rabattmarkensystem anonym. Das eingelöste Rabattmarkenheft erlaubte keine Rückschlüsse darauf, welche Produkte ein Kunde gekauft hat.

## Gegenwart
In neuerer Zeit wurde das Rabattmarkenheft in manchen Supermärkten, aber auch in Apotheken, seit etwa 2005 wieder eingeführt. Bei einer Aktion wird beispielsweise eine Rabattmarke pro 5 Euro Einkaufswert ausgegeben. Das Heft umfasst 30 Marken und berechtigt zu einem leicht vergünstigten Kauf von Aktionsware, vor allem Haushaltsgegenstände. Die inzwischen wieder als preispolitisches Instrument eingesetzte Rabattmarke kann die Ladentreue der Kunden erhöhen.

## Marginalien
In der 50. Folge „Tod im Supermarkt“ der Fernsehreihe Wilsberg aus dem Jahr 2015 staunt der Antiquar und Privatdetektiv Wilsberg: „Sag mal, Rabattmarken, gibt es die wirklich nicht mehr? […] Ich hab' noch mindestens zehn volle Hefte drüben im Laden“.